# 라디슬라우스 포스투무스
라디슬라우스 포스투무스 또는 라디슬라우스 유복자왕(독일어: Ladislaus Postumus, 라틴어: Ladislaus Postumus, 체코어: Ladislav Pohrobek 라디슬라프 포흐로베크[*], 헝가리어: Utószülött László 우토쉴뢰트 라슬로[*], 슬로바키아어: Ladislav Pohrobok 라디슬라프 포흐로보크, 크로아티아어: Ladislav Posmrtni 라디슬라브 포스므르트니, 1440년 2월 22일 ~ 1457년 11월 23일)은 오스트리아의 공작(재위: 1440년 ~ 1457년)이자 헝가리와 크로아티아의 국왕(재위: 1440년 또는 1444년 ~ 1457년), 보헤미아의 국왕(재위: 1453년 ~ 1457년)이다. 합스부르크 가 출신이며 헝가리와 크로아티아의 국왕 라슬로 5세(헝가리어: V. László, 슬로바키아어: Ladislav V. 라디슬라프 5세, 크로아티아어: Ladislav V. 라디슬라브 5세), 보헤미아의 국왕 라디슬라프(체코어: Ladislav)에 해당한다. 1440년부터 1444년까지는 헝가리와 크로아티아의 국왕이자 폴란드의 국왕인 브와디스와프 3세(울라슬로 1세)의 대립왕이기도 했다.

## 생애
헝가리 코마롬(Komárom, 현재의 슬로바키아 코마르노)에서 독일의 국왕이자 헝가리의 국왕, 보헤미아의 국왕인 알브레히트 2세와 신성 로마 제국의 황제였던 지기스문트의 딸인 엘리자베트(Elisabeth) 사이에서 태어났다. 태어난 지 약 4개월 만에 아버지인 알브레히트 2세가 사망했기 때문에 "유복자왕"이라는 별칭이 붙었다.
1440년 5월 15일 세케슈페헤르바르에서 왕관을 받으면서 헝가리의 국왕으로 즉위했지만 헝가리 의회는 자신들의 동의 없이 대관식이 치러졌다며 이를 인정하지 않았다. 대신 헝가리 의회는 폴란드의 국왕이었던 브와디스와프 3세(울라슬로 1세)를 헝가리의 국왕으로 선출했다.
1444년 11월 브와디스와프 3세가 오스만 제국과의 바르나 전투에서 전사하면서 헝가리 의회는 라디슬라우스를 헝가리의 국왕으로 선출했다. 1446년부터 1453년까지는 후녀디 야노시가 헝가리의 섭정 역할을 수행했다. 1453년에는 보헤미아의 국왕으로 즉위했고 이르지 스 포데브라트가 보헤미아의 섭정 역할을 수행했다.
1453년 후녀디 야노시가 섭정 역할을 포기한 뒤부터 라디슬라우스는 자신의 외사촌이었던 슬로베니아 출신의 첼레 백작인 울리크 2세(Ulrik II)에 의지했다. 울리크 2세는 오스트리아의 남작인 울리히 아이칭거(Ulrich Eytzinger)와의 권력 투쟁에서 승리하면서 라디슬라우스의 새로운 후견인 역할을 수행했다.
1456년 7월 4일부터 7월 22일까지 오스만 제국의 술탄이었던 메흐메트 2세의 명령을 받은 오스만 제국 군대가 난도르페헤르바르(Nándorfehérvár, 현재의 세르비아 베오그라드)를 포위하면서 라디슬라우스는 헝가리 왕국을 떠나 빈으로 피신했다. 후녀디 야노시가 이끄는 헝가리 군대는 오스만 제국 군대를 물리쳤지만 후녀디 야노시는 2주일 만에 사망하고 만다.
헝가리 군대의 총사령관으로 임명된 울리크 2세는 라디슬라우스와 함께 헝가리로 귀환했지만 1456년 11월 9일 후녀디 야노시의 아들인 라슬로에게 암살당하고 만다. 라디슬라우스는 후녀디 라슬로를 사면시켰지만 1457년 3월에 후녀디 라슬로를 처형했다. 이에 후녀디 가문과 후녀디 라슬로를 지지하던 세력들이 반란을 일으키면서 라디슬라우스는 빈으로 피신하게 된다.
1457년 11월 23일 보헤미아 프라하에서 사망했으며 그의 시신은 프라하 성 비투스 대성당에 안치되었다. 한때는 라디슬라우스가 이르지 스 포데브라트에 의해 독살당했다는 소문도 있었지만 1985년에 있었던 시신 부검에서 백혈병으로 사망했다는 사실이 밝혀졌다.
그의 사망으로 인해 합스부르크 가에 남아 있던 알브레히트 계열의 혈통은 완전히 단절되고 만다. 오스트리아의 공작위는 프리드리히 5세, 헝가리의 왕위는 마차시 1세, 보헤미아의 왕위는 이르지 스 포데브라트가 각각 승계받았다.
| 전임 알브레히트 5세 | 오스트리아의 공작 1440년 ~ 1457년 | 후임 프리드리히 5세 |

| 전임 얼베르트 / 울라슬로 1세 | 헝가리와 크로아티아의 국왕 울라슬로 1세의 대립왕 (1440년 ~ 1444년) 1440년 / 1444년 ~ 1457년 | 후임 마차시 1세 |

| 전임 알브레흐트 | 보헤미아의 국왕 1453년 ~ 1457년 | 후임 이르지 스 포데브라트 |